# Dni Metalu
Dni Metalu to festiwal metalowy odbywający się w Malborku w Osadzie Zamczysko. Zainaugurował w roku 2003 jako integralna część Malborskiego Przeglądu Muzycznego. Od 2005 roku dzięki współpracy z wytwórniami muzycznymi stał się jednym z ważniejszych spotkań z muzyką metalową w kraju. Festiwal odwiedziło już kilkadziesiąt zespołów z kraju jak i liczni goście z zagranicy. Darmowy wstęp, niesamowity klimat i bliskość gotyckiej twierdzy regularnie przysparza Dniom Metalu nowych sympatyków. Ostatni festiwal Dni Metalu odbył się w roku 2006.